# Powiat tarnobrzeski
Powiat tarnobrzeski – powiat w Polsce w północnej części woj. podkarpackiego), utworzony w 1999 roku w ramach reformy administracyjnej. Jego siedzibą jest miasto Tarnobrzeg, który jest oddzielnym miastem na prawach powiatu i nie wchodzi w skład powiatu tarnobrzeskiego.
Według danych z 31 grudnia 2019 roku powiat zamieszkiwało 52 956 osób. Natomiast według danych z 30 czerwca 2020 roku powiat zamieszkiwało 52 871 osób.

## Podział administracyjny
W powiat dzieli się na gminy:
- gminy miejsko-wiejskie: Baranów Sandomierski, Nowa Dęba
- gminy wiejskie: Gorzyce, Grębów
- miasta: Baranów Sandomierski, Nowa Dęba

## Atrakcje
- Zamek w Baranowie Sandomierskim.
- Ujście Łęgu i Trześniówki do Wisły.

## Starostowie tarnobrzescy
- Zbigniew Rękas (1999–2006) (AWS)
- Wacław Wróbel (2006–2010) (PiS)
- Mirosław Pluta (2010–2011) (PO)
- Krzysztof Pitra (2011–2014) (PO)
- Paweł Bartoszek (2014–2018) (PSL)
- Jerzy Sudoł (2018-2024)
- Paweł Bartoszek (2024-) (PSL)

## Sąsiednie powiaty
- Tarnobrzeg (miasto na prawach powiatu)
- powiat stalowowolski
- powiat kolbuszowski
- powiat mielecki
- powiat staszowski (świętokrzyskie)
- powiat sandomierski (świętokrzyskie)

## Demografia

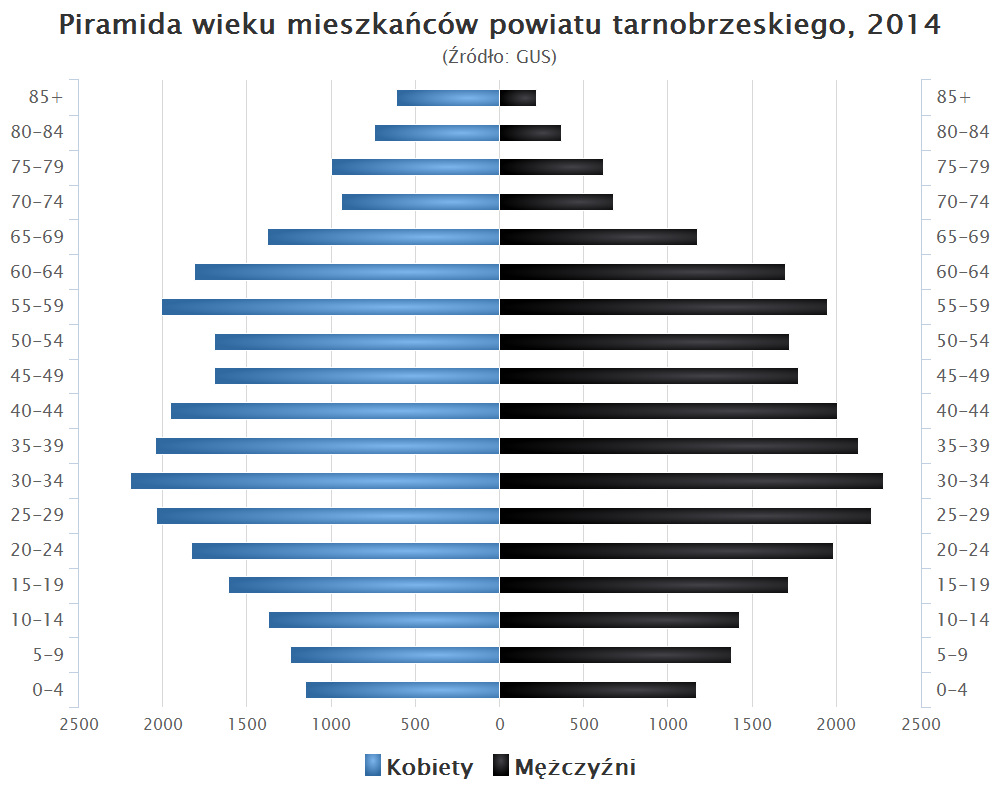
Piramida wieku mieszkańców powiatu tarnobrzeskiego w 2014 roku

Liczba ludności (dane z 30 czerwca 2014):
|        | Ogółem | Ogółem | Kobiety | Kobiety | Mężczyźni | Mężczyźni |
| osób   | %      | osób   | %       | osób    | %         |           |
| ------ | ------ | ------ | ------- | ------- | --------- | --------- |
| Ogółem | 53 805 | 100    | 27 279  | 50,70   | 26 526    | 49,30     |
| Miasto | 12 921 | 24,01  | 6683    | 12,42   | 6238      | 11,59     |
| Wieś   | 40 884 | 75,99  | 20 596  | 38,28   | 20 288    | 37,71     |

▶Wieś vs ▶miasto
Ogółem (▶k, ▶m)
Miasto (▶k, ▶m)
Wieś (▶k, ▶m)